# Manfred Petersen
Manfred Petersen (* 9. Juli 1933; † 12. September 2018) war ein deutscher Synchronsprecher und Schauspieler.

## Leben und Karriere
Als Synchronsprecher lieh Petersen unter anderem James Cromwell, Bob Hoskins und James Doohan seine Stimme. Außerdem sprach er Joseph Roman in seiner Rolle als Sergeant Brill in der Fernsehserie Quincy. Als Schauspieler wirkte Petersen unter anderem in den Fernsehserien Liebling Kreuzberg und Die Wicherts von nebenan mit.
Am 12. September 2018 verstarb Manfred Petersen im Alter von 85 Jahren.

## Synchronarbeiten (Auswahl)

### Filme
- 1982: Bob Hoskins als Manager in Pink Floyd – The Wall
- 1987: James Cromwell als Mr. Skolnick in Die Supertrottel
- 1990: Peter Firth als Red in Bernard und Bianca im Känguruland
- 1990: Paul Gleason als Sgt. Frank Lackley in Miami Blues
- 1990: Terence McGovern als Quack, der Bruchpilot in DuckTales: Der Film – Jäger der verlorenen Lampe
- 1992: Pat Hingle als Commissioner James Gordon in Batmans Rückkehr
- 1992: Richard Riehle als Officer O'Brien in Der Reporter
- 1994: Paul Mantee als Arthur Corassa in Cagney & Lacey – Tödlicher Kaviar
- 1999: Joel McCrary als Catering Boss in American Beauty

### Serien
- 1965: Robert Brubaker als Thomas Drexel in Die Unbestechlichen
- 1987–1995: Paul Mantee als Det. Al Corassa in Cagney & Lacey
- 1991: Lane Bradford als Charlie in Bonanza
- 1992: Joseph Roman als Sgt. Brill in Quincy
- 1999: Billy West als Doktor in Extreme Ghostbusters

## Filmografie (Auswahl)
- 1970: Der Ölprinz (Fernsehübertragung der Karl-May-Spiele)
- 1988: Liebling Kreuzberg
- 1989: Die Wicherts von nebenan
- 1993: Unser Lehrer Doktor Specht